# Rocco Borella
Rocco Borella (Genova, 22 febbraio 1920 – Genova, 23 settembre 1994) è stato un pittore italiano.

## Biografia
"Sanguigno, come Emilio, ricordo il loro talvolta aspro confronto dialettico...", testimonia Giorgina Scanavino., moglie di Emilio Scanavino, "...Rocco era una creatura originale, spontanea e soprattutto generosa. Ho avuto sempre grande stima per l'artista ma con il rammarico che non abbia ancora avuto il riconoscimento che si meriterebbe...si fosse trasferito definitivamente a Parigi, presso il fratello...ma quante generazioni di studenti genovesi avrebbero perso un riferimento?"
Uscito, al termine degli studi, dal collegio dei Padri Benedettini, nel 1938 si iscrisse ai corsi serali dell'Accademia di Belle Arti di Genova, avendo iniziato a lavorare all'Ansaldo.
Del 1946 la prima mostra personale: "...alla Galleria Isola espongono...forse per la prima volta, Giannetto Fieschi, Emilio Scanavino e Rocco Borella...pittori che costituiscono la punta avanzata dell'arte a Genova" racconta il critico Germano Beringheli che aggiunge, su Borella "...avvia la scomposizione dei piani verso una regola razionale, aprendosi così alla straordinaria e futura avventura dei suoi cromemi".
Borella dal 1958 iniziò l'insegnamento al Liceo Barabino , dai primi anni sessanta all'Accademia ligustica di belle arti e alla scuola siderurgica dell'Italsider; la docenza rappresentò un capitolo importante sia per l'uomo che per il pittore.
Innumerevoli le esposizioni in Italia e all'estero, dalla Biennale di Venezia del 1956  a quella di San Paolo del Brasile alla VI, IX e X Quadriennale di Roma , fino alle mostre museali quali l'antologica che gli ha dedicato la Sua città in Villa Croce e Calice Ligure presso la Casa del Console.
Fu Gian Paolo Barosso che coniò, nel 1960, il termine "cromemi" a similitudine dei fonemi, unità minime distintive del suono in linguistica, del colore nella ricerca di Borella: luce e spazio in una pittura di analisi del cromatismo, astratta ma concreta, bande ritmate orizzontali o verticali, con modulazioni ora leggere, ad aloni, ora intense e omogenee, a strutturare l'immagine delle Sue opere.
L'Archivio delle opere dell'Artista ha sede a Genova a cura dell'Associazione Rocco Borella.

## Rocco Borella nei musei
- MACC, Calasetta